# Landkreis Obernburg am Main
Der Landkreis Obernburg am Main, amtlich Landkreis Obernburg a.Main, gehörte zum bayerischen Regierungsbezirk Unterfranken. Vor der bayerischen Gebietsreform am Anfang der 1970er Jahre umfasste der Landkreis 35 Gemeinden.

## Geographie

### Wichtige Orte
Die einwohnerstärksten Gemeinden waren Erlenbach, Obernburg, Klingenberg und Wörth am Main.

### Nachbarkreise
Der Landkreis grenzte 1972, im Uhrzeigersinn im Norden beginnend, an den Landkreis und die kreisfreie Stadt Aschaffenburg, an die Landkreise Marktheidenfeld und Miltenberg (alle in Bayern) sowie an die Landkreise  Erbach und Dieburg (beide in Hessen).

## Geschichte

### Bezirksamt

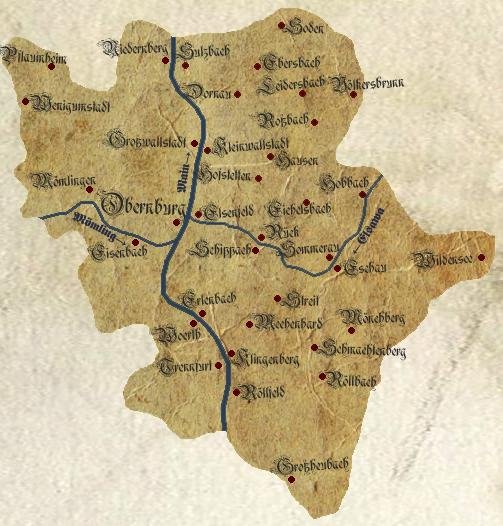
Verwaltungsgebiet des Bezirksamtes Obernburg um 1875

Das Bezirksamt Obernburg wurde im Jahr 1862 durch den Zusammenschluss der Landgerichte älterer Ordnung Klingenberg und Obernburg gebildet.
Anlässlich der Reform des Zuschnitts der bayerischen Bezirksämter trat das Bezirksamt Obernburg am Main am 1. Januar 1880 die Gemeinde Wildensee an das Bezirksamt Marktheidenfeld und die Gemeinde Großheubach an das Bezirksamt Miltenberg ab.

### Landkreis
Am 1. Januar 1939 wurde die reichseinheitliche Bezeichnung Landkreis eingeführt. So wurde aus dem Bezirksamt der Landkreis Obernburg.
Entsprechend dem Verwaltungssitz änderte sich der Name am 17. Juli 1961 in Landkreis Obernburg am Main.
Am 1. Juli 1972 wurde der Landkreis Obernburg am Main im Zuge der Gebietsreform in Bayern aufgelöst. Fast alle Gemeinden wurden dem Landkreis Miltenberg zugeschlagen, nur Pflaumheim und Wenigumstadt (beide heute Ortsteile von Großostheim) kamen zum Landkreis Aschaffenburg.

## Einwohnerentwicklung
| Jahr | Einwohner | Quelle |
| ---- | --------- | ------ |
| 1864 | 26.773    | [ 6 ]  |
| 1885 | 25.666    | [ 7 ]  |
| 1900 | 26.538    | [ 8 ]  |
| 1910 | 28.971    | [ 8 ]  |
| 1925 | 31.467    | [ 9 ]  |
| 1939 | 36.202    | [ 10 ] |
| 1950 | 50.088    | [ 11 ] |
| 1960 | 55.000    | [ 12 ] |
| 1971 | 68.900    | [ 13 ] |

## Gemeinden
Der Landkreis Obernburg umfasste 35 Gemeinden, davon vier Städte.

Landkreis Obernburg am Main, Gemeindegrenzenkarte von 1961

| Städte - Erlenbach am Main - Obernburg am Main - Klingenberg am Main - Wörth am Main Markt - Mönchberg Weitere Gemeinden - Dornau - Ebersbach - Eichelsbach - Eisenbach - Elsenfeld - Eschau - Großwallstadt - Hausen - Hobbach - Hofstetten - Kleinwallstadt | - Leidersbach - Mechenhard - Mömlingen - Niedernberg - Pflaumheim - Röllbach - Röllfeld - Roßbach - Rück - Schippach - Schmachtenberg - Soden - Sommerau - Streit - Sulzbach am Main - Trennfurt - Volkersbrunn - Wenigumstadt - Wildensee |

### Ehemalige Orte im Landkreis Obernburg
In dem Kreisgebiet lag zwischen den Gemeinden Röllfeld und Großheubach mindestens in der Zeit zwischen dem Beginn des 14. Jahrhunderts und ca. 1630 die Siedlung Grubingen, die mit ihrer Kirche St. Michaelis der Kirchort für Klingenberg, Röllfeld und Schmachtenberg war. Die reiche Pfarrkirche verlor nach der Aufgabe des Ortes um 1630 immer mehr Einfluss an ihre Filialkirchen in Röllfeld und Klingenberg. Die Kirche wurde 1778 abgerissen, der Friedhof ist immer noch an der 1979 renovierten Umfassungsmauer zu erkennen. 1959 wurde die Ostmauer des Friedhofs nach Westen verschoben um Platz für die Staatsstraße 2309 zu machen.

## Kfz-Kennzeichen
Am 1. Juli 1956 wurde dem Landkreis bei der Einführung der bis heute gültigen Kfz-Kennzeichen das Unterscheidungszeichen OBB zugewiesen. Es wurde bis zum 3. August 1974 ausgegeben. Seit dem 15. Januar 2018 ist es aufgrund der Kennzeichenliberalisierung wieder im Landkreis Miltenberg erhältlich.